# Will Rasner
Will Rasner (* 14. Juni 1920 in Spellen; † 15. Oktober 1971 in Bonn) war ein deutscher Journalist und Politiker der CDU.

## Leben und Beruf
Rasner, der evangelischen Glaubens war, ging in Berlin, Hamburg, Hannover und Bremen zur Schule. Das Abitur legte er 1939 am Alten Gymnasium in Bremen ab  und leistete anschließend den Reichsarbeitsdienst. 1939 bis 1945 war er in der Wehrmacht, zuletzt als Oberleutnant d.R. und wurde mit dem Eisernen Kreuz I. Klasse ausgezeichnet. Am Kriegsende geriet er kurzfristig in britische Kriegsgefangenschaft. Seit 1945 arbeitete er als Redakteur und 1946 stellvertretender Chefredakteur des Flensburger Tageblatts. 1946 war er Mitbegründer und bis 1953 Vorsitzender des Schleswig-Holsteinischen Journalistenverbandes. Von 1950 bis 1953 gehörte er dem Hauptvorstand des Deutschen Journalistenverbandes an. 1959 wurde er von der Bundeswehr zum Hauptmann d.R. befördert.
Rasner war verheiratet und hatte zwei Töchter.

## Politik
Rasner trat zum 1. September 1938 in die NSDAP ein (Mitgliedsnummer 6.969.780).
1952 wurde Rasner Mitglied der CDU. Er gehörte dem Deutschen Bundestag von 1953 bis zu seinem Tode an. Er wurde von 1953 bis zur Bundestagswahl 1965 im Wahlkreis Flensburg und bei der Bundestagswahl 1969, als er im Wahlkreis dem SPD-Kandidaten Walter Suck unterlag, über die schleswig-holsteinische Landesliste seiner Partei in das Parlament gewählt. Seit dem 6. Juli 1955 war er Parlamentarischer Geschäftsführer der CDU/CSU-Fraktion. Er war damals das jüngste Vorstandsmitglied einer Bundestagsfraktion. Dieses Amt übte er bis zu seinem Tode aus. Er engagierte sich unter anderem im Grenzlandausschuss und im Verteidigungsausschuss des Bundestages. 1969/70 setzte er sich für die Schaffung eines deutsch-dänischen Gemeinschaftsbahnhofs in Flensburg ein.

## Ehrungen
Rasner wurde 1965 mit dem Großen Bundesverdienstkreuz mit Stern ausgezeichnet.

## Veröffentlichungen
- Herrschaft im Dunkel? Aufgabe und Bedeutung des Ältestenrates. In: Emil Hübner, Heinrich Oberreuter, Heinz Rausch: Der Bundestag von Innen gesehen. München 1969, S. 99–113.